# Baja 1000
La Baja 1000 est une course de rallye-raid pour véhicules tout-terrains (off-road) disputée durant le troisième week-end du mois de novembre dans la Péninsule de Basse-Californie au nord ouest du Mexique depuis 1967, année où ce type d'épreuves courtes cross-country a été créé dans cette région du globe.

## Histoire
Elle démarre traditionnellement dans la cité portuaire d'Ensenada (plus rarement à partir d'autres cités telles Mexicali ou Tijuana), et s'achève dans une autre ville portuaire, La Paz (offrant plus rarement un circuit en boucle aux concurrents -ou loop- sur Ensenada même, et non une épreuve de point à point). Le parcours s'étale sur un peu plus de 1 000 miles (en fait 1 700 km), d'où son nom, et peuvent y participer pratiquement tous les types de véhicules motorisés concevables (buggys, autos, camions, pickups, quads, production, protos, customs, motos…).
Elle est organisée par l'Asociación Nacional de Competición Fuera de Terreno (sigle NORRA en anglais) de 1967 à 1973, puis par SCORE International (en) de 1975 à aujourd'hui, avec le soutien initial du brasseur local Tecate. Elle est régie depuis Cabo San Lucas. En 1967 la toute première édition s'appelle le « NORRA Mexican 1000 Rally » ; elle devient ensuite la « Mexican 1000 » de 1968 à 1972.
Elle est rattachée au championnat annuel SCORE Championship Desert Racing Series, qui inclut aussi la Baja 500 (en), la San Felipe 250 (en), et la plus récente San Felipe Challenge of Champions en lieu et place de la Primm 300 qui fut la seule course organisée par SCORE International aux États-Unis. SCORE organise aussi la Baja 250. D'autres sociétés (RECORD, CODE, ProBaja…) supervisent localement des Bajas tout au long de l'année.
Mark McMillin dans les années 1980 et Larry Ragland dans les années 1990 ont remporté chacun l'épreuve à cinq reprises dans la catégorie autos/camions (Andy et Scott McMillin ayant aussi gagné lors de trois éditions des années 2000). Chez les motards, Larry Roeseler compte dix succès acquis entre 1976 et 1994, ainsi que trois autres en voitures.
Erik Carlsson a terminé troisième puis cinquième en 1969 et 1970 au général, sur Saab 96 V4.

## Galerie

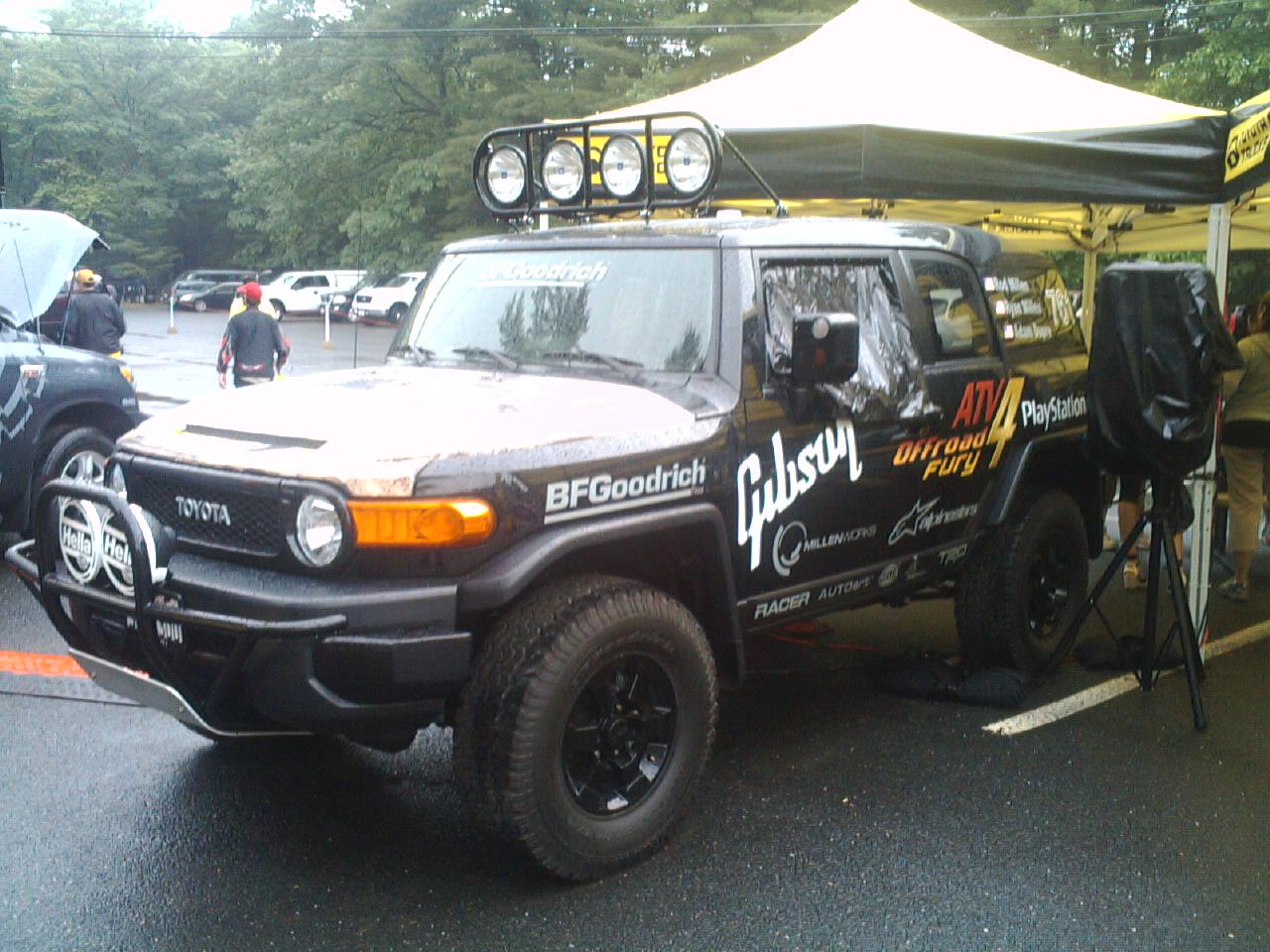
Le Toyota de l'équipe MillenWorks de Rod Millen, second à 33 s du vainqueur seulement en 2006.
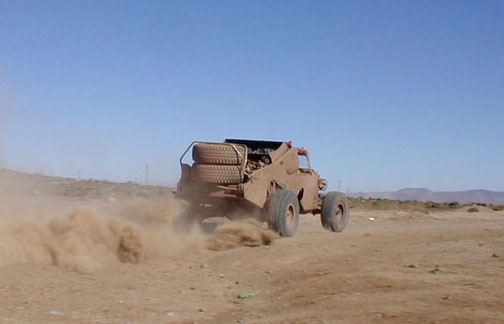
Truggy 4WD lors de la baja 2000 (AKA baja 1000) au sud de San Quentin (MX).
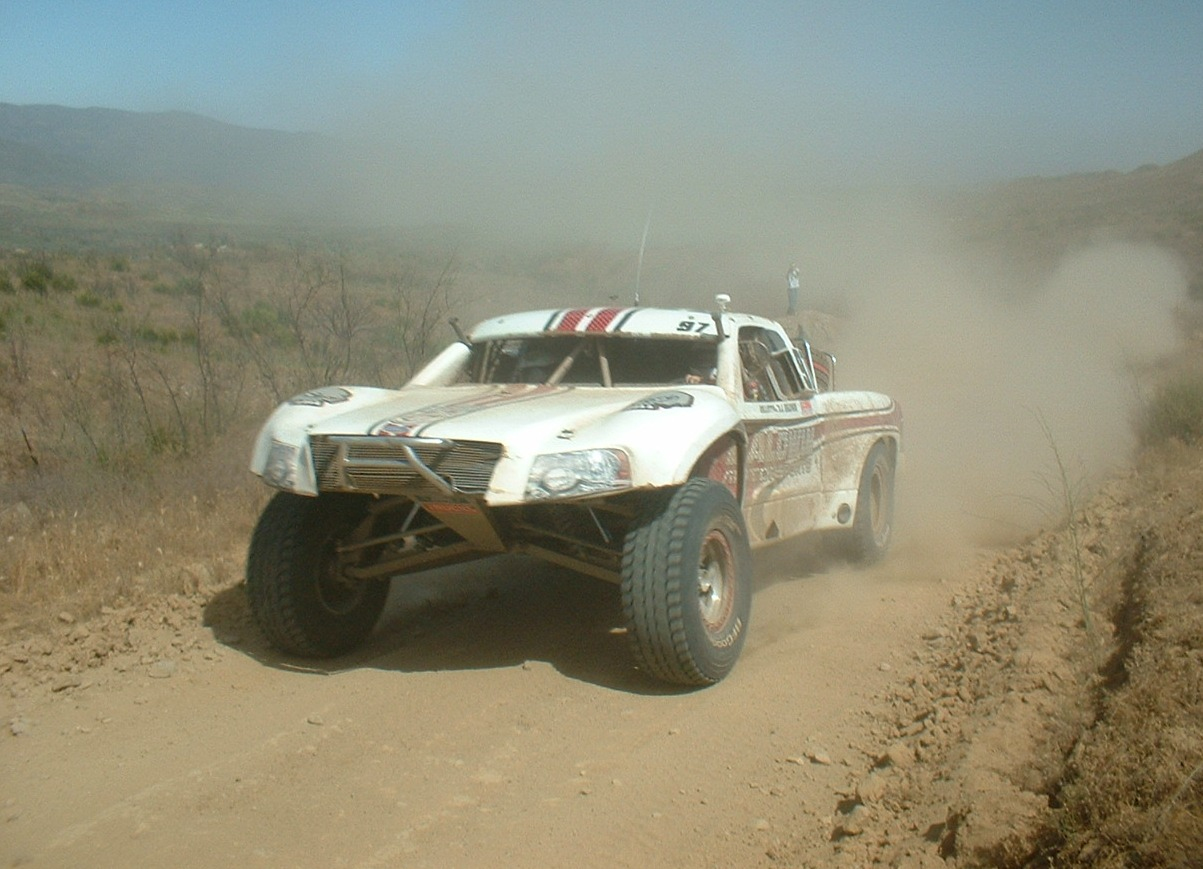
Véhicule Trophy Truck SCORE.
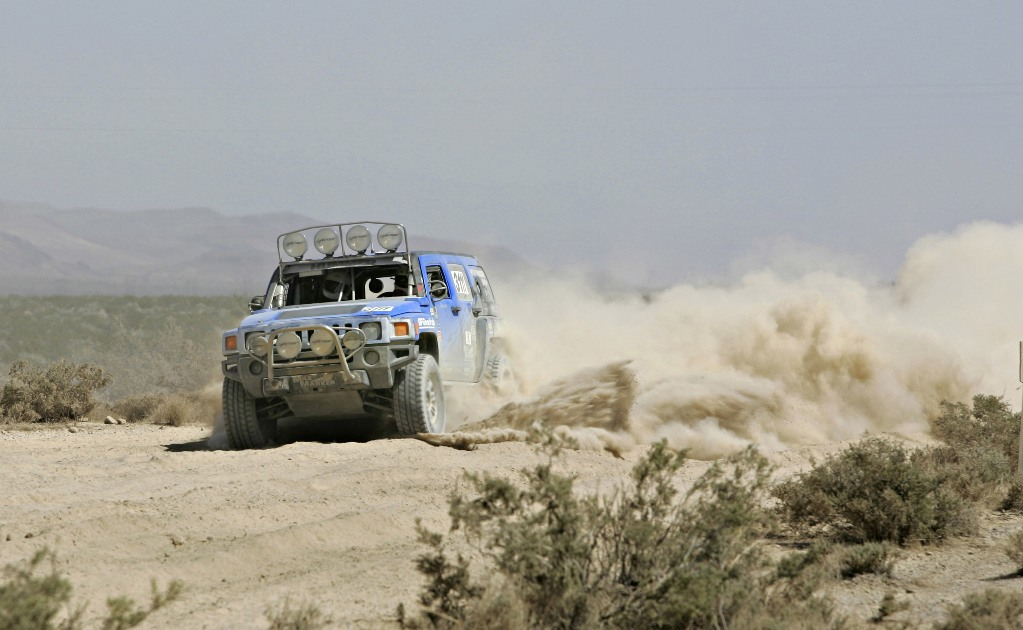
Stock Mini vehicle (class Hummer H3) SCORE.
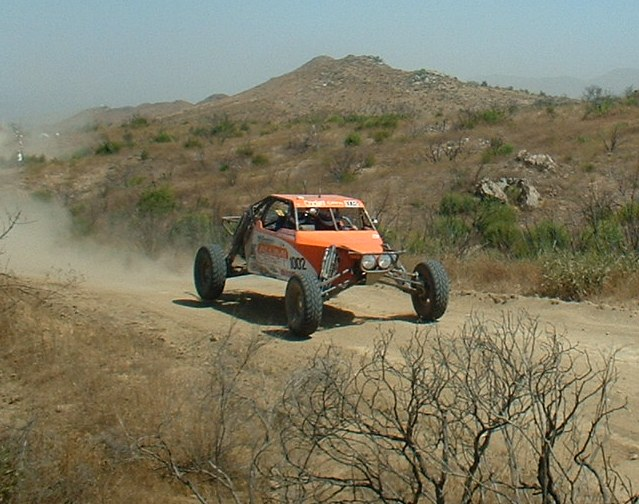
Un véhicule de classe 10.

## Palmarès
| Année | Trajet                  | Auto                                       | Auto             | Auto          | Moto                                                                           | Moto          | Moto          |
| Année | Trajet                  | Pilote(s)                                  | Véhicule         | Temps         | Pilotes                                                                        | Véhicule      | Temps         |
| ----- | ----------------------- | ------------------------------------------ | ---------------- | ------------- | ------------------------------------------------------------------------------ | ------------- | ------------- |
| 1967  | Tijuana-La Paz          | Vic Wilson Ted Mangels                     | Meyers Manx VW   | 27:38         | J.N. Roberts Malcolm Smith                                                     | Husqvarna     | 28:48         |
| 1968  | Ensenada-La Paz         | Larry Minor Jack Bayer                     | Ford Bronco      | 21:11:32      | Larry Berquist Gary Preston                                                    | Honda         | 20:38:28      |
| 1969  | Ensenada-La Paz         | Larry Minor Rod Hall                       | Ford Bronco      | 20:48:10      | Gunnar Nilsson J.N. Roberts                                                    | Husqvarna     | 21:35:52      |
| 1970  | Ensenada-La Paz         | Drino Miller Vic Wilson Miller             | VW               | 16:07         | Mike Patrick Bill Bowers                                                       | Yamaha        | 18:31         |
| 1971  | Ensenada-La Paz         | Parnelli Jones Bill Stroppe                | Ford Bronco      | 14:59         | Malcolm Smith Gunnar Nilsson                                                   | Husqvarna     | 16:51         |
| 1972  | Mexicali-La Paz         | Parnelli Jones Bill Stroppe                | Ford Bronco      | 16:47         | Gunnar Nilsson Rolf Tibblin                                                    | Husqvarna     | 19:19         |
| 1973  | Ensenada-La Paz         | Bobby Ferro Johnny Johnson                 | Funco VW         | 16:50         | Mitch Mayes A.C. Bakken                                                        | Husqvarna     | 18:42:51      |
| 1974  | Pas de course           | Pas de course                              | Pas de course    | Pas de course | Pas de course                                                                  | Pas de course | Pas de course |
| 1975  | Ensenada-Ensenada       | Malcolm Smith Dr. Bud Feldkamp             | Hi-Jumper VW     | 18:55:49      | Al Baker Gene Cannady                                                          | Honda         | 18:22:55      |
| 1976  | Ensenada-Ensenada       | Ivan Stewart                               | Chenowth VW      | 12:17:28      | Larry Roeseler Mitch Mayes                                                     | Husqvarna     | 11:30:47      |
| 1977  | Ensenada-Ensenada       | Malcolm Smith Dr. Bud Feldkamp             | Funco VW         | 15:10:42      | Brent Wallingsford Scot Harden                                                 | Husqvarna     | 14:37:07      |
| 1978  | Ensenada-Ensenada       | Mark Stahl                                 | Chenowth VW      | 12:55:42      | Larry Roeseler Jack Johnson                                                    | Husqvarna     | 14:37:07      |
| 1979  | Ensenada-La Paz         | Walker Evans Bruce Florio                  | Dodge Pickup     | 20:48:27      | Larry Roeseler Jack Johnson                                                    | Husqvarna     | 19:48:04      |
| 1980  | Ensenada-Ensenada       | Mark Stahl                                 | Chenowth VW      | 13:33:55      | Larry Roeseler Jack Johnson                                                    | Yamaha        | 12:45:13      |
| 1981  | Ensenada-Ensenada       | Mark McMillin Thomas Hoke                  | Chenowth VW      | 20:29:14      | Scot Harden Brent Wallingsford                                                 | Husqvarna     | 17:14:05      |
| 1982  | Ensenada-La Paz         | Mickey Thompson Terry Smith                | Raceco VW        | 19:40:23      | Al Baker Jack Johnson                                                          | Honda         | 17:25:27      |
| 1983  | Ensenada-Ensenada       | Mark McMillin Ralph Paxton                 | Chenowth VW      | 20:29:14      | Dan Smith Dan Ashcraft                                                         | Husqvarna     | 14:48:10      |
| 1984  | Ensenada-Ensenada       | Mark McMillin Ralph Paxton                 | Chenowth VW      | 16:27:09      | Chuck Miller Randy Morales                                                     | Honda         | 14:34:34      |
| 1985  | Ensenada-Ensenada       | Steve Sourapas Dave Richardson             | Raceco VW        | 17:54:55      | Randy Morales Derrick Paiement                                                 | Honda         | 17:44:42      |
| 1986  | Ensenada-La Paz         | Mark McMillin Ralph Paxton                 | Chenowth Porsche | 18:26:28      | Bruce Ogilvie Chuck Miller                                                     | Honda         | 18:05:52      |
| 1987  | Ensenada-Ensenada       | Bob Gordon Malcolm Smith                   | Chenowth Porsche | 13:15:04      | Dan Ashcraft Bruce Ogilvie                                                     | Honda         | 12:02:14      |
| 1988  | Ensenada-Ensenada       | Mark McMillin                              | Chenowth Porsche | 18:07:09      | Paul Krause Larry Roeseler Danny LaPorte                                       | Kawasaki      | 17:53:16      |
| 1989  | Ensenada-La Paz         | Robby Gordon                               | Ford Pickup      | 18:04:07      | Larry Roeseler Danny LaPorte Ted Hunnicutt Jr.                                 | Kawasaki      | 17:53:16      |
| 1990  | Ensenada-Ensenada       | Bob Gordon Robyn Gordon Robby Gordon       | Chenowth Chevy   | 12:30:45      | Larry Roeseler Ted Hunnicutt Jr. Danny LaPorte                                 | Kawasaki      | 11:11:45      |
| 1991  | Ensenada-Ensenada       | Larry Ragland                              | Chevrolet Pickup | 16:37:35      | Larry Roeseler Ted Hunnicutt Jr. Marty Smith                                   | Kawasaki      | 13:35:25      |
| 1992  | Ensenada-La Paz         | Paul Simon Dave Simon                      | Ford Ranger      | 16:53:02      | Danny Hamel Garth Sweetland Paul Ostbo                                         | Kawasaki      | 16:50:12      |
| 1993  | Mexicali-Mexicali       | Ivan Stewart                               | Toyota SR5       | 13:29:11      | Danny Hamel Larry Roeseler Ty Davis                                            | Kawasaki      | 13:57:23      |
| 1994  | Mexicali-Mexicali       | Jim Smith                                  | Ford TT          | 10:28:56      | Danny Hamel Larry Roeseler Ty Davis                                            | Kawasaki      | 10:20:47      |
| 1995  | Tijuana-La Paz          | Larry Ragland                              | Chevrolet TT     | 20:14:12      | Paul Krause Ty Davis Ted Hunnicutt Jr.                                         | Kawasaki      | 19:31:19      |
| 1996  | Ensenada-Ensenada       | Larry Ragland                              | Chevrolet TT     | 14:38:59      | Paul Krause Ty Davis Greg Zitterkopf                                           | Kawasaki      | 14:11:02      |
| 1997  | Ensenada-Ensenada       | Larry Ragland                              | Chevrolet TT     | 13:53:46      | Johnny Campbell Tim Staab Greg Bringle                                         | Honda         | 13:19:59      |
| 1998  | Santo Tomás-La Paz      | Ivan Stewart                               | Toyota           | 19:08:20      | Johnny Campbell Jimmy Lewis                                                    | Honda         | 18:58:48      |
| 1999  | Ojos Negros-Ojos Negros | Larry Ragland                              | Chevy            | 14:26:36      | Johnny Campbell Tim Staab                                                      | Honda         | 14:15:42      |
| 2000* | Ensenada-Cabo San Lucas | Dan Smith Dave Ashley                      | Ford             | 32:15:39      | Johnny Campbell Tim Staab Craig Smith Steve Hengeveld                          | Honda         | 30:54:12      |
| 2001  | Ensenada-Ensenada       | Doug Fortin Charlie Townsley               | Jimco Chevy      | 14:35:42      | Johnny Campbell Tim Staab                                                      | Honda         | 13:51:40      |
| 2002  | Ensenada-La Paz         | Dan Smith Dave Ashley                      | Ford             | 16:19:03      | Steve Hengeveld Johnny Campbell Andy Grider                                    | Honda         | 16:17:28      |
| 2003  | Ensenada-Ensenada       | Doug Fortin Charlie Townsley               | Jimco Chevy      | 16:24:02      | Steve Hengeveld Johnny Campbell                                                | Honda         | 15:39:52      |
| 2004  | Ensenada-La Paz         | Troy Herbst Larry Roeseler                 | Smithbuilt-Ford  | 16:18:14      | Steve Hengeveld Johnny Campbell Kendall Norman                                 | Honda         | 15:57:37      |
| 2005  | Ensenada-Ensenada       | Larry Roeseler Troy Herbst                 | Smithbuilt-Ford  | 15:06:19      | Steve Hengeveld Johnny Campbell Mike Childress                                 | Honda         | 14:20:30      |
| 2006  | Ensenada-La Paz         | Andy McMillin Robby Gordon                 | Chevy            | 19:15:17      | Steve Hengeveld Mike Childress Quinn Cody                                      | Honda         | 18:17:50      |
| 2007  | Ensenada-Cabo San Lucas | Mark Post Rob MacCachren Carl Renezeder    | Ford             | 25:21:25      | Robby Bell Kendall Norman Steve Hengeveld Johnny Campbell                      | Honda         | 24:15:50      |
| 2008  | Ensenada-Ensenada       | Roger Norman Larry Roeseler                | Ford             | 12:40:33      | Robby Bell Kendall Norman Johnny Campbell                                      | Honda         | 12:29:10      |
| 2009  | Ensenada-Ensenada       | Andy McMillin Scott McMillin               | Chevy            | 14:19:50      | Kendall Norman Timmy Weigand Quinn Cody                                        | Honda         | 13:27:50      |
| 2010  | Ensenada-La Paz         | Tavo Vildosola Gus Vildosola               | Ford F-150 TT    | 19:00:04      | Kendall Norman Quinn Cody                                                      | Honda         | 19:20:52      |
| 2011  | Ensenada-Ensenada       | Andy McMillin Scott McMillin               | Ford Raptor TT   | 14:51:36      | Kendall Norman Quinn Cody Logan Holladay                                       | Honda         | 14:14:25      |
| 2012  | Ensenada-La Paz         | BJ Baldwin                                 | Chevrolet TT     | 20:00:59      | Colton Udall Timmy Weigand David Kamo                                          | Honda         | 20:09:30      |
| 2013  | Ensenada-Ensenada       | BJ Baldwin                                 | Chevrolet TT     | 20:00:59      | Colton Udall Timmy Weigand David Kamo Mark Samuels                             | Honda         | 18:29:14      |
| 2014  | Ensenada-La Paz         | Rob MacCachren Andy McMillin Jason Voss    | Ford TT          | 22:31:27      | Ricky Brabec Robby Bell Steve Hengeveld Max Eddy Jr.                           | Kawasaki      | 24:24:01      |
| 2015  | Ensenada-Ensenada       | Rob MacCachren Andy McMillin               | Ford TT          | 15:38:33      | Colton Udall Mark Samuels Justin Jones                                         | Honda         | 16:29:08      |
| 2016  | Ensenada-Ensenada       | Rob MacCachren Jason Voss                  | Ford TT          | 17:12:58      | Justin Jones David Kamo Mark Samuels Daymon Stokie Colton Udall                | Honda         | 18:16:42      |
| 2017  | Ensenada-La Paz         | Juan Carlos Lopez Apdaly Lopez             | Ford TT          | 19:53:36      | Francisco Arredondo Shane Esposito Justin Morgan Max Eddy Jr. Ty Davis         | Honda         | 21:07:16      |
| 2018  | Ensenada-Ensenada       | Cameron Steele                             | Ford TT          | 16:24:02      | Justin Morgan Mark Samuels Justin Jones                                        | Honda         | 16:23:26      |
| 2019  | Ensenada-Ensenada       | Alan Ampudia Aaron Ampudia                 | Ford TT          | 16:10:35      | Justin Morgan David Kamo Max Eddy Jr Shane Esposito Jr                         | Honda         | 17:34:28      |
| 2020  | Ensenada-Ensenada       | Luke McMillin Andy Roesler                 | Ford TT          | 19:10:25      | Justin Morgan Mark Samuels Justin Jones                                        | Honda         | 20:50:30      |
| 2021  | Ensenada-La Paz         | Rob MacCachren Luke McMillin               | Chevrolet TT     | 20:45:59      | Mark Samuels Justin Jones Brandon Prieto Kendall Norman                        | Honda         | 23:07:18      |
| 2022  | Ensenada-Ensenada       | Rob MacCachren Luke McMillin               | Chevrolet TT     | 16:37:45      | Justin Morgan Mark Samuels Kendall Norman                                      | Honda         | 18:51:30      |
| 2023  | La Paz-Ensenada         | Bryce Menzies Andy McMillin Tavo Vildósola | Ford TT          | 22:35:33      | Juan Carlos Salvatierra Carter Klein Diego Llanos Shane Logan Corbin McPherson | KTM           | 26:33:41      |
| 2024  | Ensenada-Ensenada       | Rob MacCachren Luke McMillin               | Chevrolet TT     | 15:54:37      | Justin Morgan Tyler Lynn Brandon Prieto Ryan Surratt                           | Honda         | 17:52:33      |

* Officiellement, la course est renommée « Baja 2000 » (1 726 miles) en 2000.

## Filmographie
- (en) Dust to Glory, à propos de la Baja 1000 de 2003, documentaire réalisé en 2005 où Mario Andretti apparaît lui-même comme commissaire officiel de course (musique de Nathan Furst)